# This Is a Flirt
This Is a Flirt is een nummer van de Belgische indierockband Balthazar uit 2007. Het is de eerste single van de band.
"This Is a Flirt" werd een klein hitje in Vlaanderen. Het nummer opgepikt door de Vlaamse radiostations Radio 1 en Studio Brussel en vertoefde doorheen de zomer in De Afrekening, met de tweede plaats als hoogste notering. Toch haalde het de Vlaamse Ultratop 50 niet, het bleef steken op een 4e positie in de Tipparade.